# 第五个直辖市
第五个直辖市是重庆市在1997年成为中华人民共和国第四个直辖市后，中国大陆民间流传的、与十余座城市相关的说法。反对者称为直辖市臆想。

## 背景
中华人民共和国行政区划体系中，除4个直辖市外，有15个副省级城市，分别是武汉、厦门、广州、沈阳、西安、济南、长春、宁波、深圳、杭州、成都、青岛、哈尔滨、南京、大连。其中深圳、大连、青岛、宁波和厦门是计划单列市。
传出将成为第五个直辖市的城市约有十个左右。其中，深圳、南京、西安、青岛、武汉、厦门、大连、广州是热门城市，均是副省级城市。
2004年，《中国经济周刊》以“你希望你们的城市成为下一个直辖市吗？”为题，电话采访深圳、苏州、沈阳、大连、青岛、南京、武汉、西安、广州等9个城市居民，均有肯定回答。反对者认为，广州、武汉、南京是省会，如果三地升格为直辖市，必然涉及到省会的搬迁，行政成本过大。2015年文章引用《中国经营报》的分析指，绝大多数中西部省份以省会为核心。省会直辖将带离本省几十年积累下的各类资源，武汉即是典型。

### 深圳市
自从深圳市成为副省级计划单列市以来，对于深圳市日后展望中，存在深圳将成为第五个直辖市的构想和预判，包括对于深圳市以后可能扩大面积，并入东莞、惠州等部分地区；但也有意见认为，这只是当地地产商为了炒作房价所造的声势。2018年9月25日，深圳市人民政府新闻办公室负责人指出，深圳市直辖传闻毫无事实根据，纯属个别网友的猜测。

### 南京市
与其它第五个直辖市构想不同，南京市升为直辖市后，江苏省除需选择新省会外，行政区范围更涉及相邻省份。将镇江市下属的句容市，安徽省滁州市、马鞍山市划入新南京市的同时，将苏州市、南通市划归上海市。